# Xantho poressa
Xantho poressa är en kräftdjursart som först beskrevs av Giuseppe Olivi 1792.  Xantho poressa ingår i släktet Xantho och familjen Xanthidae. Inga underarter finns listade i Catalogue of Life.

## Bildgalleri

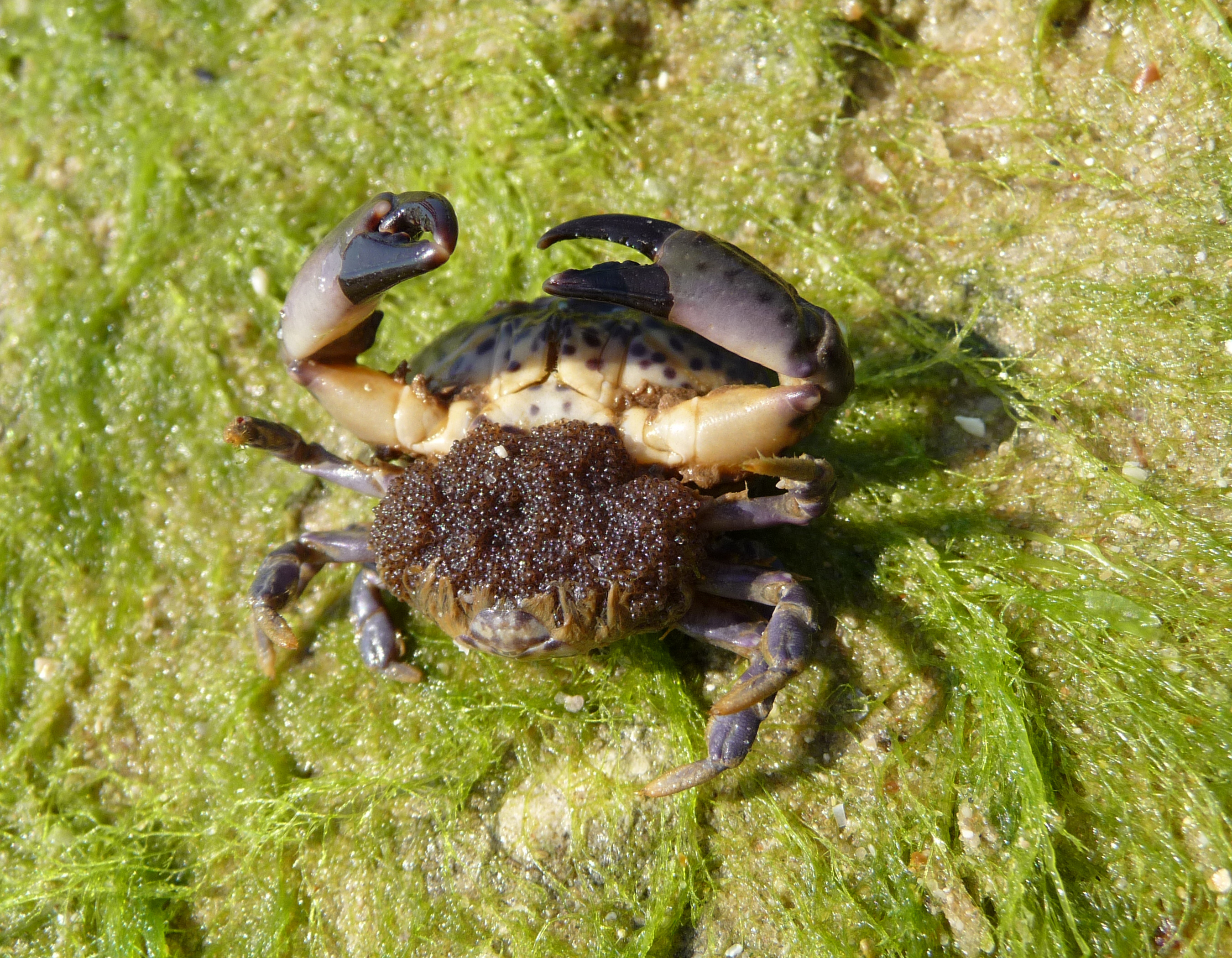